# Louis-Henri Fourgeoud

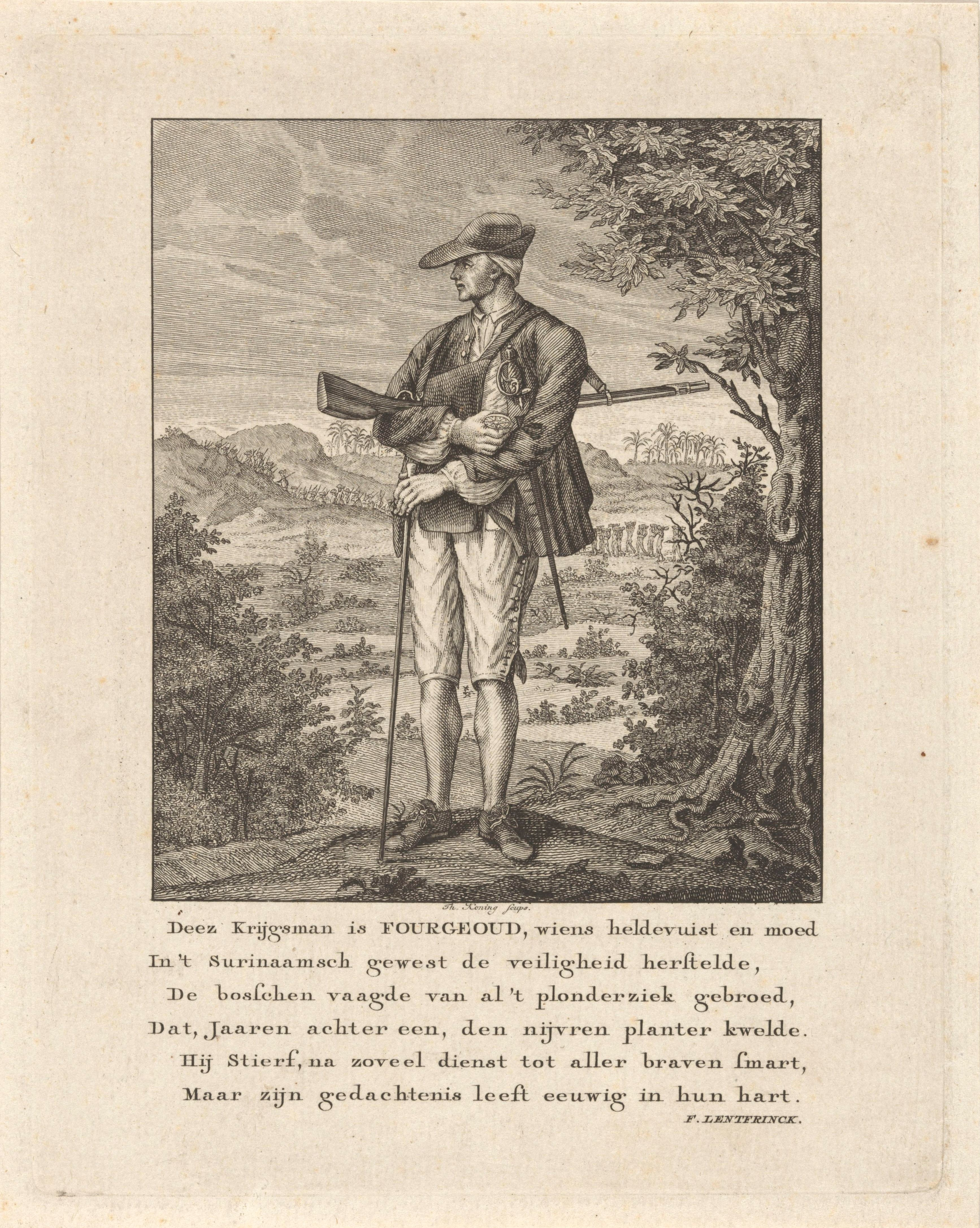
Porträt von Louis-Henri Fourgeoud

Louis-Henri Fourgeoud (* 24. Juni 1717 in Lausanne; † 6. April 1779 in Haag; heimatberechtigt in Bussigny-près-Lausanne) war ein Schweizer Offizier in niederländischen Diensten, der aktiv an der Niederschlagung von zwei Sklavenaufständen beteiligt war.

## Leben

### Familie
Louis-Henri Fourgeoud war der Sohn von Jean-Jacques Fourjoud und dessen Ehefrau Marguerite Dubré. Die Wahl seiner Taufpaten, Louise und Henri Polier, deutete darauf hin, dass seine Eltern in der Lausanner Oberschicht verkehrten; Briefe des Untervogts von Lausanne, Jean Henri Polier de Vernand (1715–1791), aus den 1770er Jahren belegten, dass er seinen Kontakt zur Lausanner Oberschicht bis an sein Lebensende gepflegt hat.

### Werdegang
Zur ersten Lebenshälfte von Louis-Henri Fourgeoud liegen keine Hinweise vor.
Im Zusammenhang mit dem Sklavenaufstand von 1763 (siehe Sklavenaufstand von Berbice) in der niederländischen Kolonie Berbice an der Nordküste Südamerikas liegen erstmals gesicherte Erkenntnisse zu seiner militärischen Karriere in fremden Diensten (siehe Schweizer Truppen in niederländischen Diensten) vor. Aus Protest gegen die unmenschlichen Bedingungen auf den Plantagen für Zucker und Kaffee von Berbice erhoben sich rund 70 versklavte Menschen am 23. Februar 1763 zu einem Aufstand, der sich schnell ausbreitete und später als der erste große Sklavenaufstand in Südamerika galt; als Guyana 1970 zur Republik wurde, erklärte der Staat den 23. Februar als Tag der Republik zum Gedenktag. Unter der Führung der ehemaligen Sklaven Coffy (auch Cuffy) und Accara verzeichneten die Rebellen zunächst beachtliche Erfolge; allerdings veränderte sich der Kriegsverlauf als im Winter 1763/1764 ungefähr 500 Soldaten, zu denen auch Louis-Henri Fourgeoud gehörte, aus den niederländischen Generalstaaten eintrafen. Die Kolonialisten konnten den Aufstand 1764, mithilfe der Soldaten, indigener Hilfstruppen sowie der Sklaven, die sich den Aufständischen nicht angeschlossen hatten, gewaltsam niederschlagen; während anschliessend der grösste Teil der europäischen Truppen in die Niederlande zurückkehrte, blieb Louis-Henri Fourgeoud bis 1765 in Berbice und befehligte als Major eine Kompanie von hundert Freiwilligen, die dafür sorgen sollte, dass keine weiteren Sklavenaufstände ausbrachen.
Nachdem es in den 1760er und 1770er Jahren in der niederländischen Kolonie Suriname (siehe Schweizerisch-surinamische Beziehungen) wiederholt zu kriegerischen Auseinandersetzungen zwischen Plantagenbesitzern und entflohenen Sklaven (sogenannten Marrons) unter der Führung der ehemaligen Sklaven Bokilifu Boni, Aluku, Jolicoeur, Coromantjn Codjo und Suku kam, forderte der Gouverneur der Kolonie, Jan Nepveu (1719–1779), militärische Unterstützung aus Europa an. Louis-Henri Fourgeoud, der inzwischen zum Oberst befördert worden war, leitete 1773 das zur Niederschlagung der Aufstände entsandte Expeditionskorps. Über die Militärexpedition und den Alltag auf den Sklavenplantagen publizierte der schottisch-niederländische Soldat John Gabriel Stedman 1796 einen Augenzeugenbericht, in dem er Louis-Henri Fourgeoud als energischen und rücksichtslosen Anführer beschreibt, der die eigenen Soldaten schikanierte und gefasste Sklaven brutal bestrafte. Nachdem die Aufständischen im September 1776 nach Französisch-Guyana geflohen waren, sah Fourgeoud seine Aufgabe als erfüllt an und wollte mit seinen verbliebenen Soldaten nach Europa zurückkehren, musste allerdings die Ankunft neuer Truppen aus Europa abwarten und konnte erst 1778 nach Haag reisen. Von den 1.200 europäischen Soldaten unter seinem Kommando überlebten 100; die meisten starben an klimabedingten Krankheiten und Erschöpfung. Die Marrons lancierten ab 1789 aus ihrem Exil wieder vermehrt Angriffe auf die Plantagenbesitzer.